# Manfred Eigen
Manfred Eigen (Bochum, 9 de maio de 1927 – Göttingen, 6 de fevereiro de 2019) foi um químico alemão.
Conjuntamente com Ronald Norrish e George Porter, foi agraciado com o Nobel de Química de 1967 pelos seus estudos de reacções químicas extremamente rápidas, afetando o equilíbrio por meio de pulsos de energia muito curtos.
Morreu em 6 de fevereiro de 2019 aos 91 anos de idade.

## Publicações selecionadas
- Manfred Eigen (1971) Selforganization of matter and the evolution of biological macromolecules. Naturwissenschaften, Vol. 58, Nr. 10, pp. 465-523.
- Manfred Eigen e Peter Schuster (1977) The Hypercycle. A Principle of Natural Self-Organisation. Part A: Emergence of the Hypercycle. Naturwissenschaften Vol. 64, pp. 541-565.
- Manfred Eigen e Peter Schuster (1978) The Hypercycle. A Principle of Natural Self-Organisation. Part B: The Abstract Hypercycle. Naturwissenschaften Vol. 65, pp. 7-41.
- Manfred Eigen e Peter Schuster (1978) The Hypercycle. A Principle of Natural Self-Organisation. Part C: The Realistic Hypercycle. Naturwissenschaften Vol. 65, pp. 341-369.
- Manfred Eigen e Peter Schuster The Hypercycle: A principle of natural self-organization, 1979, Springer ISBN 0-387-09293-5
- Manfred Eigen, Ruthild Winkler: The Laws of the Game: How The Principles of Nature Govern Chance, 1983, Princeton University Press, ISBN 0-691-02566-5
- Manfred Eigen, "Molekulare Selbstorganisation und Evolution." (Self organization of matter and the evolution of biological macro molecules.) Naturwissenschaften 58 (10). 1971 pp. 465–523.  Em inglês.  Influential theoretical paper on origin-of-life biochemistry.